# Martin Mosebach
Martin Mosebach (Francoforte sul Meno, 31 luglio 1951) è uno scrittore e sceneggiatore tedesco.

## Biografia
Nato nel 1951 a Francoforte sul Meno dove vive e lavora, ha studiato arte al liceo e legge all'università della città natale e di Bonn dove si è laureato prima di dedicarsi all'attività di scrittore freelance a Francoforte
Ha esordito nella narrativa nel 1983 con il romanzo Das Bett e, nel corso della sua prolifica carriera, ha ottenuto numerosi riconoscimenti tra cui il Premio letterario Konrad-Adenauer-Stiftung nel 2013.
Saggista oltre che romanziere e sceneggiatore, si è interessato ai temi del Cattolicesimo, in particolare alla Riforma liturgica, ponendosi come difensore della liturgia tradizionale.
Ha scritto romanzi, racconti, poesie, libretti per opera e saggi su arte e letteratura, reportage e argomenti religiosi, storici e politici.

## Opere principali

### Romanzi
- Das Bett (1983)
- Ruppertshain (1985)
- Westend (1992)
- Die Türkin (1999)
- Eine lange Nacht (2000)
- Der Nebelfürst (2001)
- Das Beben (2005)
- Der Mond und das Mädchen (2007)
- Was davor geschah (2010)
- Das Blutbuchenfest (2014)
- Mogador (2016), Roma, edizioni E/O, 2018 traduzione di Monica Pesetti ISBN 978-88-663-2987-9.

### Racconti
- Das Kissenbuch: Gedichte und Zeichnungen (1995)
- Stilleben mit wildem Tier: Erzählungen (1995)
- Das Grab der Pulcinellen: Erzählungen, Pasticci, Phantasien (1996)
- Die schöne Gewohnheit zu leben: eine italienische Reise (1997)
- Stadt der wilden Hunde: Nachrichten aus dem alltäglichen Indien (2008)

### Saggi
- Eresia dell'informe: la liturgia romana e il suo nemico (Häresie der Formlosigkeit: die römische Liturgie und ihr Feind, 2002), Siena, Cantagalli, 2009 traduzione di Leonardo Allodi ISBN 978-88-8272-381-1.
- Mein Frankfurt (2002)
- Schöne Literatur: Essays (2006)
- Der Ultramontane (2012)

## Filmografia
- Buster's Bedroom, regia di Rebecca Horn (1991) (sceneggiatura)

## Alcuni riconoscimenti
- Heimito von Doderer-Literaturpreis: 1999
- Premio Kleist: 2003
- Kranichsteiner Literaturpreis: 2005
- Premio letterario Konrad-Adenauer-Stiftung: 2013